# Solomon P. Ortiz

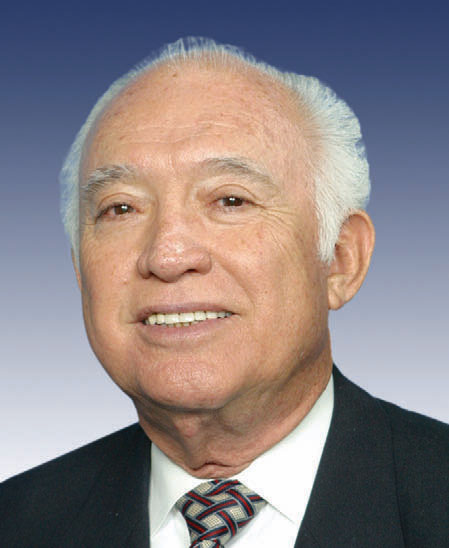
Solomon P. Ortiz (2005)

Solomon Porfirio Ortiz (* 3. Juni 1937 in Robstown, Nueces County, Texas) ist ein US-amerikanischer Politiker der Demokratischen Partei, der 28 Jahre lang von 1983 bis 2011 den Bundesstaat Texas im US-Repräsentantenhaus vertrat.

## Leben
Ortiz verließ ohne Abschluss die Robstown High School und legte 1960 eine Hochschulzugangsprüfung (General Equivalency Diploma) ab, ehe er zwischen 1960 und 1962 seinen Wehrdienst in der US Army ableistete. Nach seinem Ausscheiden aus dem Militärdienst war er zunächst als Versicherungsvertreter tätig, ehe er 1965 in den Polizeidienst von Nueces County eintrat und dort zunächst als erster Hispanic bis 1968 als Constable gewählt war. Während dieser Zeit studierte er zwischen 1965 und 1967 am Del Mar College in Corpus Christi und war daraufhin von 1969 bis 1976 County Commissioner, ehe er im Anschluss von 1976 bis 1982 Sheriff von Nueces County.
Bei den Kongresswahlen 1982 wurde Ortiz erstmals zum Abgeordneten in das US-Repräsentantenhauses gewählt und vertrat in diesem nach dreizehn Wiederwahlen 28 Jahre lang vom 3. Januar 1983 bis zum 3. Januar 2011 den 23. Kongresswahlbezirk von Texas. Zuletzt war er von Januar 2009 bis Januar 2011 Vorsitzender des Unterausschusses für die Verteidigungsbereitschaft (US House Armed Services Subcommittee on Readiness).
Ortiz, der gegen Schwangerschaftsabbrüche, Rechte von Homosexuellen und Internetfreiheit sowie für den freien Waffenbesitz eintrat, unterstützte während seiner langjährigen Zugehörigkeit zum US-Kongress 1990 das Gesetz für Menschen mit Behinderungen (Americans with Disabilities Act), 1991 die Resolution für den Zweiten Golfkrieg, 1993 das Nordamerikanische Freihandelsabkommen (NAFTA), 1997 das Kyoto-Protokoll zur Ausgestaltung der Klimarahmenkonvention der Vereinten Nationen, 2001 das USA PATRIOT Act, 2005 das  Freihandelsabkommen zwischen den USA, Costa Rica, der Dominikanischen Republik, El Salvador, Guatemala, Honduras und Nicaragua (DR-CAFTA), 2008 das Emergency Economic Stabilization Act (EESA) und das Gesetz zur finanziellen Unterstützung von General Motors sowie Chrysler, 2009 das American Recovery and Reinvestment Act sowie 2010 das Health Care and Education Reconciliation Act of 2010 zur Reform des Gesundheitswesens. Andererseits enthielt er sich 2002 der Stimme bei der Resolution zum Irakkrieg und gehörte 1999 zu den Gegner des Amtsenthebungsverfahrens gegen US-Präsident Bill Clinton sowie 2006 des Secure Fence Act of 2006.
Bei den US-Kongresswahlen im November 2010 unterlag er überraschenderweise seinem republikanischen Herausforderer Blake Farenthold, der mit einem Vorsprung von nur 799 Stimmen den Sitz für den 23. Distrikt gewann.